# Șimnicu de Sus
Șimnicu de Sus là một xã thuộc hạt Dolj, România. Dân số thời điểm năm 2002 là 4432 người.